# آزتک‌ها
آزتک‌ها یک فرهنگ آمریکای میانه ای بودند که در دوره پسا کلاسیک یعنی از سال ۱۳۰۰ تا ۱۵۲۱ در مرکز مکزیک شکوفا شدند.
آزتِک‌ها یک تمدن سرخ‌پوستی در مکزیک بودند. آزتک‌ها در قرن ۱۴ میلادی یعنی زمانی که شهر تنوچتیتلان (تنوشتیتلان) را ساختند به قدرت رسیدند.
مردم آزتک از گروه‌های مختلف قومی مرکز مکزیک تشکیل شده بودند، به خصوص از گروه‌هایی که به زبان ناهاوتل یا آزتک صحبت می‌کردند و بر قسمت‌های بزرگی از آمریکای میانه از قرن ۱۴ تا ۱۶ تسلط داشتند. تمدن آزتک بر اساس دولت شهر سازماندهی شده بود، بعضی از آن‌ها به هم پیوسته بودند تا اتحاد، کنفدراسیون سیاسی یا امپراتوری تشکیل دهند. امپراتوری آزتک یک کنفدراسیون از سه دولت شهر بود که در سال ۱۴۲۷ تشکیل شده بود. این سه دولت شهر عبارت بودند از تنوچتیتلان، مکزیکا یا تتسکوکو و تلاکوپان.
آنها به کوزه‌ها و معماریشان معروف هستند.
همچنین اساطیر آزتک‌ها بسیار معروف هستند.

## تقویم آزتک
آزتک‌ها از دو تقویم استفاده می‌کردند، یکی تقویم خورشیدی که به ۱۸ ماه تقسیم شده بود و دیگری تقویم مقدس.

## تاریخچه
آزتک‌ها یک تمدن در آمریکای مرکزی و مکزیک کنونی بودند. کلمه آزتکاتل به زبان خود آزتک‌ها یعنی ناهاوتل (ناواتْل - Nāhuatl)، در لغت به معنی افرادی است که از آزتلان (سرزمین افسانه‌ای آزتک‌ها) می‌آمدند. آزتک‌ها خود را بیشتر مکزیکا صدا می‌کردند که امروزه نام کشور مکزیک از آن کلمه مشتق شده‌است. در سال ۱۸۱۰، طبیعت‌شناس پروسی، به نام الکساندر فون هولمبولدت، برای اولین بار لفظ مدرن آزتک را برای این تمدن یا ملّت، استفاده کرد.
پایتخت آزتک‌ها تنوشتیتلان نام داشت و از سال ۱۳۲۵ تا ۱۵۲۱، دوازده حاکم بر آن فرمانروایی کردند. پس از جنگ‌های خونین، آخرین حکمران آزتک‌ها خود را در ۱۳ اوت ۱۵۲۱، تسلیم اسپانیایی‌ها کرد.

## فرهنگ
آزتک‌ها پرستشگاه‌ها و برج‌ها و خانه‌های بسیارِ خود را با مصالح سنگی می‌ساختند، در رشته نجوم، حقوق و حکومت پیشرفت کرده بودند، در بسیاری از هنرها و پیشه‌ها صاحب مهارت شده و به موسیقی، رقص، نمایشنامه و ادبیات علاقه‌مند بودند.
گذشته از این، آزتک‌ها چندین باغ گیاه‌شناسی یا گیاه‌پروری داشتند که اروپایی‌ها تا آن زمان چنین چیزی را ندیده بودند و با آن آشنایی نداشتند. در سرزمین آزتک‌ها شبکه بزرگی برای آبیاری زمین‌های کشاورزی ایجاد شده بود. صنعت بافندگی نیز در بین آنان پیشرفت زیادی داشت. در این میان، تأسیساتی مانند بیمارستان با پزشکان و جراحان متخصص وجود داشتند.
در سال ۱۵۱۹ میلادی یک ملوان اسپانیایی به نام ارنان کورتس همراه با ارتشی کوچک به آزتک‌ها حمله کرد. او پس از نبردهای سخت و خونین توانست قدرت و حکومت آزتک‌ها را سرنگون و نابود کند. آنگاه اسپانیایی‌ها مکزیک را جزئی از سرزمین امپراتوری اسپانیا به‌شمار آوردند ولی امروزه نیز بسیاری از سرخ‌پوستان ساکن مکزیک به زبان آزتک‌ها سخن می‌گویند. مکزیک امروزی و مکزیکی‌های معاصر از اینکه تمدن آزتک‌ها به آنها تعلق دارد بر خود می‌بالند. آنها توانسته‌اند بسیاری از شیوه‌های زندگی و آداب و رسوم آزتک‌ها را تا امروز حفظ کنند. برخی از واژه‌های آزتک نه فقط در میان مکزیکی‌ها یافت می‌شود، بلکه به زبان‌های بزرگ مانند زبان انگلیسی نیز راه یافته‌اند. از میان این واژه‌ها می‌توان به chocolate (= شکلات)، tomato (= گوجه فرنگی)، ocelot (= گربه پلنگی)، coyote (= کایوت)، avocado (= آووکادو) و برخی واژه‌های دیگر اشاره کرد.
بدین ترتیب، با آنکه قدرت و حکومت امپراتوری آزتک‌های باستان حدود چهارصد سال پیش از این نابود شد، تأثیرشان در جنبه‌های گوناگون زندگی فرهنگی مردم مکزیک همچنان زنده است.

## قربانی کردن انسان و آدم‌خواری
برای آزتک‌ها مرگ ابزاری در خدمت خلقت بود. خدایان و انسان مسئولیت داشتند تا با قربانی کردن خودشان اجازه دهند زندگی ادامه پیدا کند. هم‌حیوانات و هم انسان‌ها بر اساس اینکه به کدام خدا تقدیم می‌شوند و کدام مراسم برگزار می‌شود قربانی می‌شدند. در بعضی از این مناسک نشانه‌هایی از آدم‌خواری هم وجود داشته‌است. قربانی کننده و خانواده‌اش بخش‌هایی از جسم قربانی خود را مصرف می‌کرده‌اند. هر چند که میزان رایج بودن این عمل مشخص نیست.

## نگارخانه

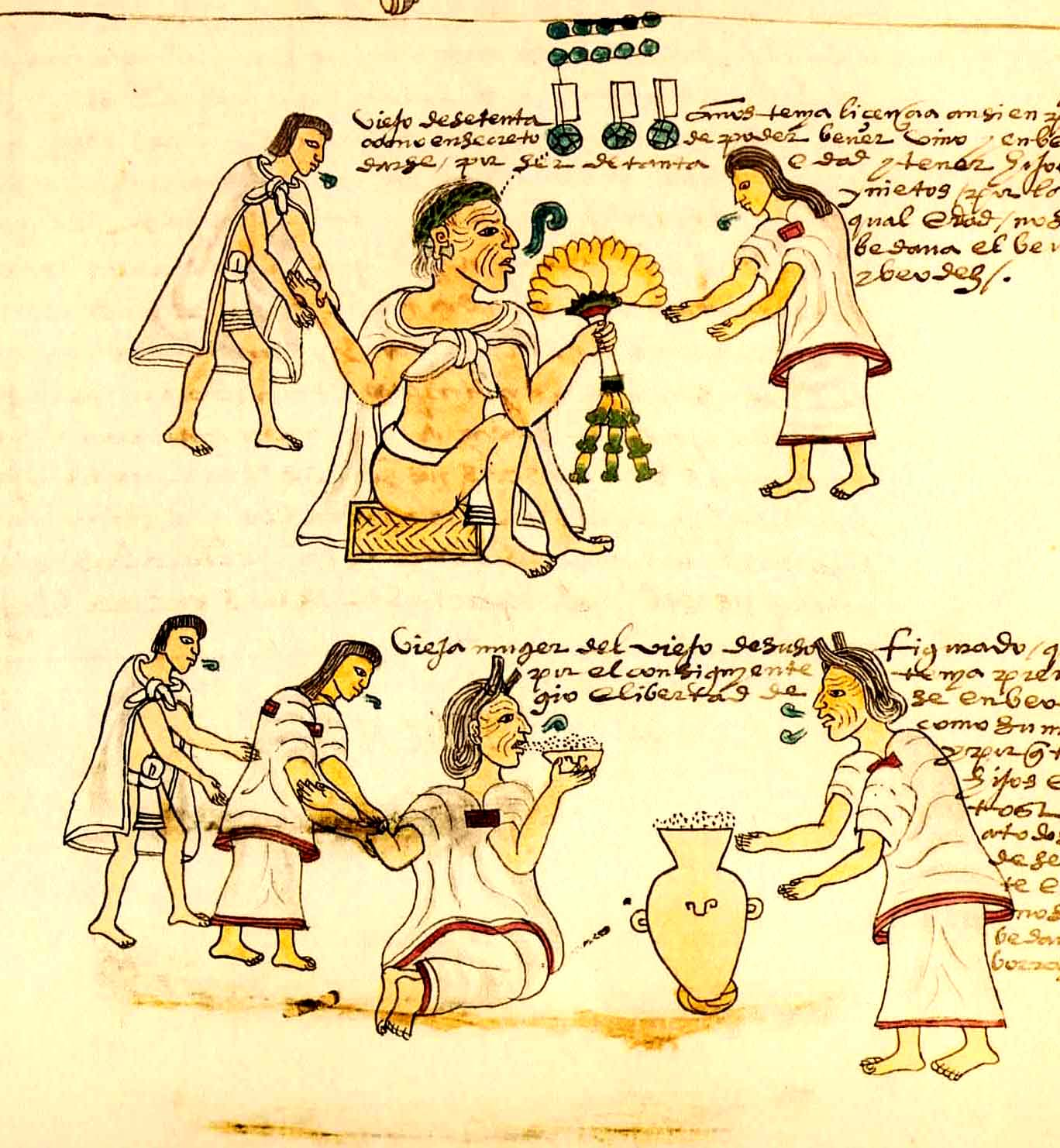
نقاشی از دفترنامه مندوزا
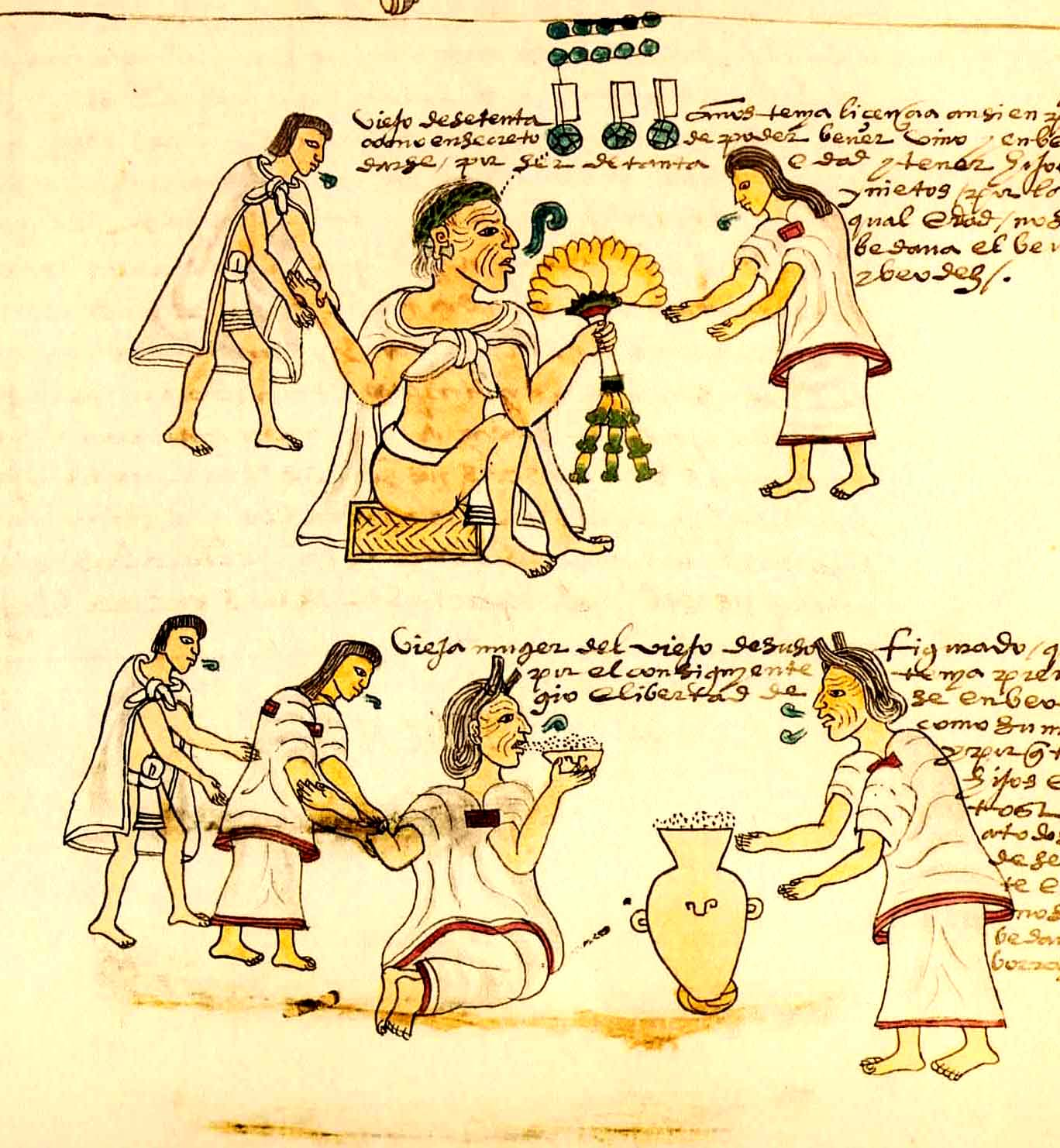
نقاشی از دفترنامه مندوزا
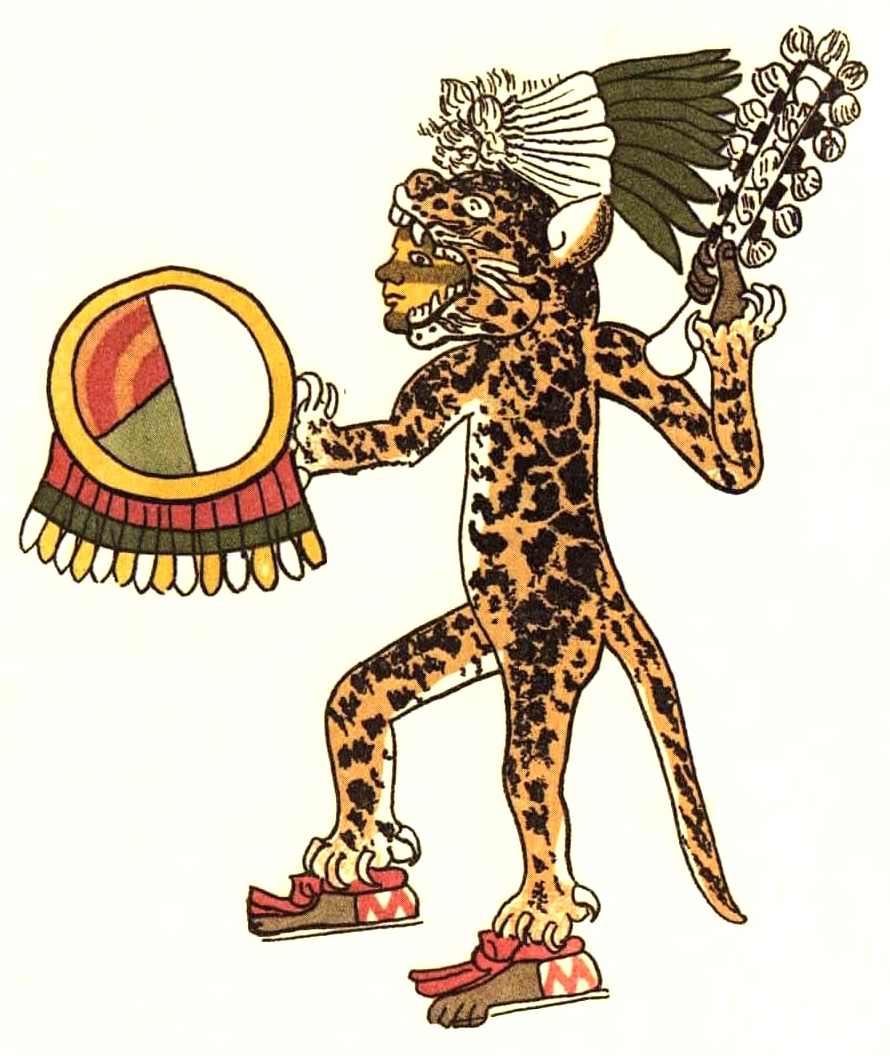

- [۳]
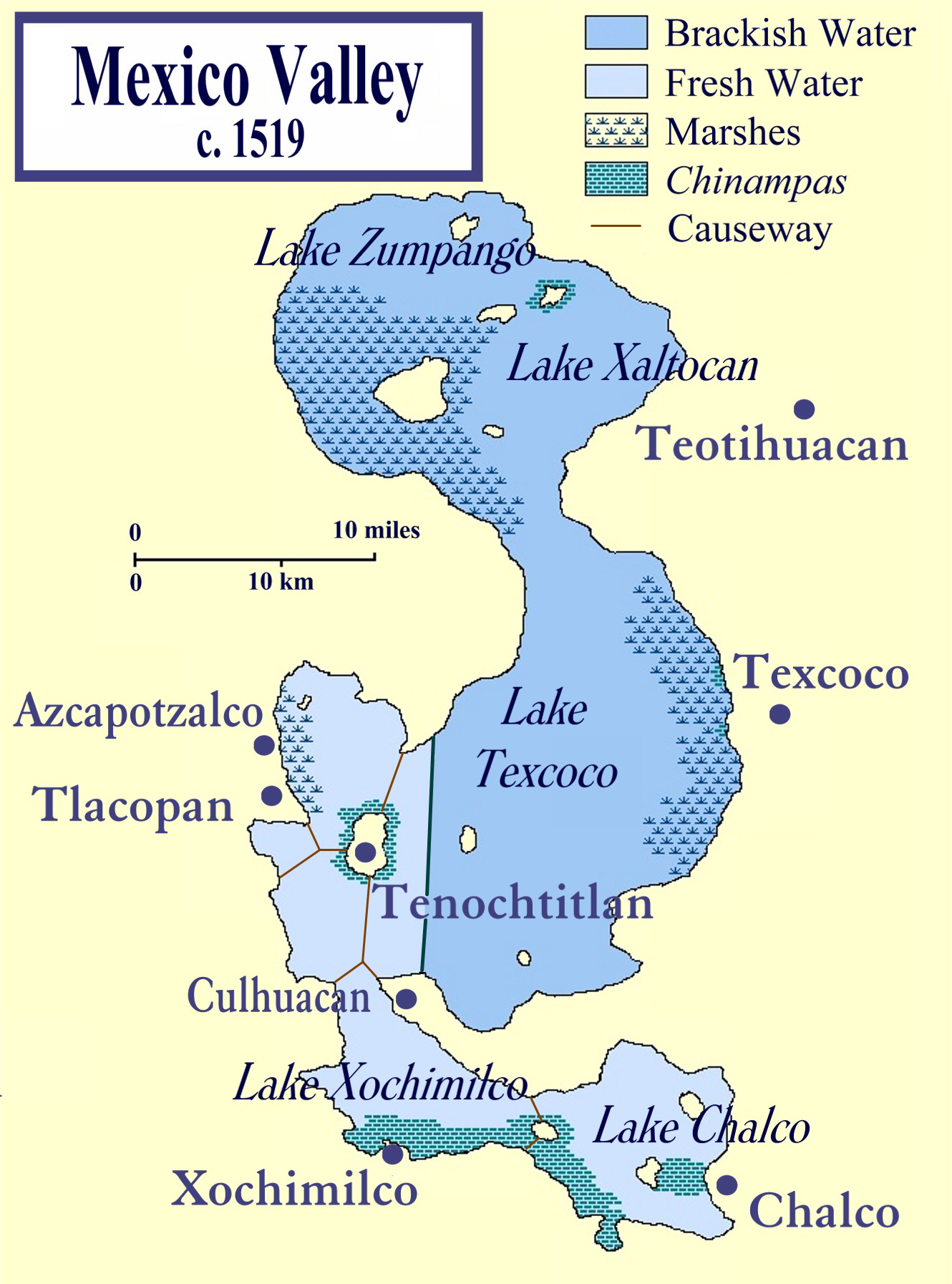
دره مکزیکو در زمان حمله اسپانیایی‌ها